# BDU-45/B
BDU-45/B – amerykańska lotnicza bomba ćwiczebna wagomiaru 500 funtów. Pod względem balistycznym jest odpowiednikiem bomby odłamkowo-burzącej Mark 82.